# Adolf Giesebrecht
Benjamin Adolf Friedrich Giesebrecht (* 26. Februar 1790 in Mirow; † 7. Oktober 1855 in Königsberg (Preußen)) war ein deutscher Pädagoge und preußischer Provinzialschulrat.

## Leben
Adolf Giesebrecht war der zweite Sohn des Predigers in Mirow Benjamin Giesebrecht und seiner Frau Luise, geb. Leithäuser (1756–1823). Zu seinen acht Geschwistern zählten Carl (1782–1832) und die Zwillingsbrüder Ludwig (1792–1873) und Friedrich (1792–1875). Nach dem Schulbesuch in Mirow und am Gymnasium zum Grauen Kloster in Berlin begann Giesebrecht sein Studium der Philologie und Theologie an der Universität Frankfurt/Oder. Er wechselte seinen Studienort an die Universität Göttingen und wurde dort 1809 Mitglied des Corps Vandalia Göttingen. Mit Beendigung seines Studiums wurde er 1810 sogleich Konrektor der Oberschule in Frankfurt/Oder und kurz darauf Collaborator am Friedrichs-Werderschen Gymnasium in Berlin.
1813 meldete er sich freiwillig als Befreiungskämpfer bei den mecklenburg-strelitzschen Husaren, konnte aber wegen Krankheit nicht mit seinem Regiment in den Krieg ziehen. 1815 erhielt er nach Genesung eine Stelle am Gymnasium Carolinum in Neustrelitz und wurde von Herzog Georg von Mecklenburg-Strelitz beauftragt ein Schullehrerseminar für das Land einzurichten, welches seinen Sitz in Mirow bekam und von ihm bis 1826 geleitet wurde. Unterschiedliche Auffassungen zur Schuldisziplin führten zu seinem Fortgang nach Berlin, wo er zunächst am Friedrichs-Werderschen Gymnasium und auch an der Gewerbeschule tätig war. 1828 wurde Adolf Giesebrecht Konrektor des Gymnasiums in Prenzlau und 1833 Direktor der Fürstin-Hedwig-Schule in Neustettin. 1842 erfolgte seine Ernennung zum Provinzialschulrat der Provinz Pommern mit dem Amtssitz in Stettin, 1848 wechselte er als Provinzialschulrat der Provinz Preußen nach Königsberg. Hier verstarb er an der Cholera.
Seit 1828 war er verheiratet mit Caroline, geb. Probsthan, einer Tochter des Pastors in Strelitz Johann Christian Probsthan (1768–1842) und Schwester von Anton Probsthan.